# Angelzoom
Angelzoom — сольный проект немецкой певицы Клаудии Уле (Claudia Uhle) и название её альбома 2004 года. Она обладает высоким голосом, схожим с оперным.

## История
Первый альбом Angelzoom отмечен участием множества музыкантов. Он спродюсирован Берндом Вендландтом (Bernd Wendlandt), который написал 11 песен, 4 из которых кавер-версии. Большую часть партий виолончели исполнил B. Deutung, гитар — Pitti Piatkowsky, остальные музыканты: Apocalyptica, Joachim Witt, Letzte Instanz, miLú/Mila Mar, Inchtabokatables, Roadernallee и Nik Page.
Свою карьеру певицы Клаудия начала в 1995 году в немецкой поп-группе X-Perience, известной, в частности, хитами A Neverending Dream и Magic Fields. В апреле 2005 года Angelzoom сопровождала Apocalyptica в их европейском турне.
24 сентября 2010 года вышел новый альбом Nothing Is Infinite, которым Клаудия Уле продолжает свою сольную карьеру.

## Стиль
Сложен для определения: сочетание нью-эйдж и дарквейв.

## Альбомы

### Angelzoom (2004)
1. Turn the Sky (с Apocalyptica)
2. Back in the Moment (с Joachim Witt)
3. Blasphemous Rumours (Depeche Mode cover)
4. Otium
5. Falling Leaves
6. Guardian Angel
7. Crawling (Linkin Park cover)
8. Bouncing Shadows
9. Fairyland
10. Dream in a Church (с Letzte Instanz)
11. Lights
12. Newborn Sun (с Milù of Mila Mar)
13. Into My Arms (Deine Lakaien cover) (с Roedernallee)
14. Christmas Dreams
15. Peace of Mind (бонус)

### Nothing Is Infinite (2010)
1. Battle Angel Chpt. V
2. The Things You Said
3. These Arms of Mine
4. Runaway
5. Battle Angel Chpt. I
6. My Innermost
7. Hypnotised
8. Fragile
9. Everyone Cares
10. Battle Angel Chpt. II
11. Doomsday (2010)
12. Clones
13. Handsome World
14. Afterlife

## Singles/Maxi CD’s

### Fairyland (2004)
1. Fairyland (Radio Version)
2. The World Between
3. Sapphire Sky
4. Fairyland (Blutengel Club Mix)
5. Fairyland (Sacrifight Army Remix / Guitars on Front)

### Back in the Moment (2005)
1. Back in the Moment (Single Version)
2. Back in the Moment (Piano Version)
3. Back in the Moment (Ambient Crossover Mix)
4. Infinite (Non Album Track)
5. Blasphemous Rumours
6. Back in the Moment (Alternative Radio Version)

## Видеоклипы
- Back in the Moment clip
- Fairyland clip